# Plegapteryx anomalus
Plegapteryx anomalus är en fjärilsart som beskrevs av Herrich-Schäffer 1856. Plegapteryx anomalus ingår i släktet Plegapteryx och familjen mätare. Inga underarter finns listade i Catalogue of Life.